# Džamaldin Chodžanijazov
Džamaldin Abduchalitovič Chodžanijazov (in russo Джамалдин Абдухалитович Ходжаниязов?; Baýramaly, 18 luglio 1996) è un calciatore russo, difensore del Surchan Termez.

## Carriera

### Club
Dopo aver militato per tre stagioni nel campionato russo tra Zenit San Pietroburgo e Amkar Perm' collezionando 3 presenze, nel 2015, passa all'Aarhus, squadra che milita nella prima divisione danese.

### Nazionale
Ha debuttato con la maglia della nazionale Under-21 durante le qualificazioni al campionato europeo di categoria nel 2015.

## Palmarès

### Club

#### Competizioni nazionali
- Campionato russo: 1

Zenit San Pietroburgo: 2014-2015